# هیمیش باند
هیمیش باند (انگلیسی: Hamish Bond؛ زادهٔ ۱۳ فوریهٔ ۱۹۸۶) قایقران روئینگ اهل نیوزیلند است.
وی در مسابقات کشوری و بین‌المللی در مجموع برندهٔ ۱۱ مدال طلا، ۲ مدال برنز شده‌است.